# 湯懋
湯懋（1416年—？），字攻勉，江西吉安府永豐縣人，民籍，明朝政治人物。同進士出身。

## 生平
景泰元年（1450年）庚午科應天府鄉試第一百二十二名。景泰二年（1451年）聯捷辛未科會試第一百三十二名，殿試登進士第三甲第十四名。

## 家族
曾祖父湯福可。祖父湯欽明。父亲湯成尹。